# Konstantinos Kavafis
(Segreti, in Poesie inedite, vv. 1-2; 7-9)
Konstantinos Petrou Kavafis, noto in Italia anche come Costantino Kavafis (in greco Κωνσταντίνος Καβάφης?; Alessandria d'Egitto, 29 aprile 1863 – Alessandria d'Egitto, 29 aprile 1933), è stato un poeta e giornalista greco.

Firma di Konstantinos Kavafis.

Kavafis era uno scettico che fu accusato di attaccare i tradizionali valori della cristianità, del patriottismo e dell'eterosessualità (in quanto egli stesso era omosessuale) anche se non sempre si trovò a suo agio nel ruolo di anticonformista.
Pubblicò 154 poesie, spesso ispirate all'antichità ellenistica, romana e bizantina, ma molte altre sono rimaste incomplete o allo stato di bozza. Scrisse le sue poesie più importanti dopo i quarant'anni.

## Biografia

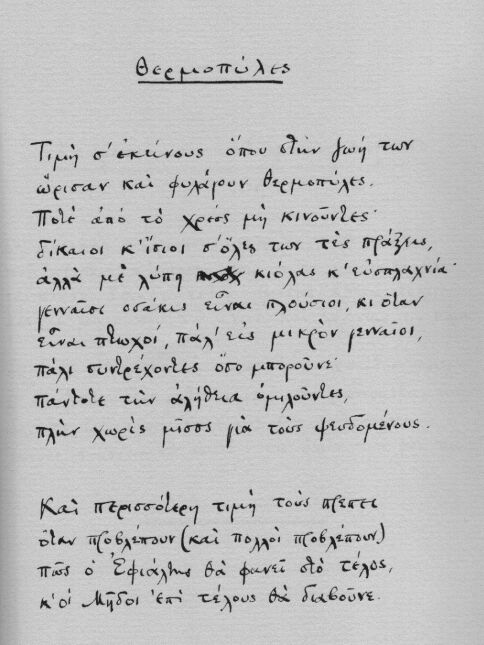
Il manoscritto di Θερμοπύλες (Thermopyles)

Konstantinos Petrou Kavafis, noto anche col nome anglicizzato Constantine P. Kavafy, o in italiano, come Costantino Kavafis, nacque ad Alessandria d'Egitto da genitori greci facenti parte della comunità ellenica d'Istanbul. Suo padre, Petros Ioannis Kavafis, aveva una ben avviata ditta di import-export. Nel 1872, dopo la morte del padre avvenuta due anni prima, Kavafis e la sua famiglia furono costretti a trasferirsi a Liverpool e a Londra.
Kavafis tornò ad Alessandria nel 1879.
Lo scoppio delle rivolte nazionaliste nel 1885 costrinse la famiglia a muoversi ancora, questa volta a Yeniköy, sobborgo di Costantinopoli sul Bosforo. In quell'anno stesso, però, Kavafis ritornò ad Alessandria, dove visse per il resto della sua vita.
Inizialmente lavorò come giornalista; successivamente divenne agente di Borsa (occupazione che mantenne fino al 1902); poi, dal 1892 per circa trent'anni, lavorò anche al Ministero egiziano dei lavori pubblici, nel settore delle Immigrazioni, come interprete.
Dal 1891 al 1904 pubblicò alcune poesie, che gli fruttarono una certa fama per tutta la vita. Morì di tumore alla laringe il 29 aprile 1933, il giorno del suo 70º compleanno.
Dalla sua morte, la fama di Kavafis è cresciuta e oggi egli è considerato uno dei più grandi poeti greci.

## Poetica
Kavafis si dedicò molto a ridare vita alla letteratura greca sia in patria sia all'estero. Le sue poesie, benché solitamente concise, riportano molto bene rappresentazioni della realtà o delle società e degli individui letterari che ebbero un ruolo nella cultura greca.
L'incertezza nel futuro, ma anche il saper cogliere il presente e il senso della misura, tutti insegnamenti classici, i piaceri sensuali, il carattere morale e la psicologia degli individui, l'omosessualità e la nostalgia, sono alcuni dei suoi temi preferiti.

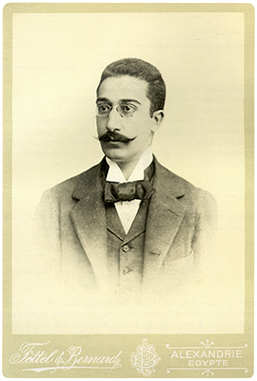
Konstantinos Kavafis nel 1900

Come un recluso, egli non fu mai riconosciuto durante la sua vita. Oltre che i suoi soggetti, anticonvenzionali per l'epoca, le sue poesie mostrano anche un'abile e versatile arte, che viene spesso perduta nella traduzione delle sue opere. La sua poetica viene insegnata nelle scuole greche.
Kavafis nutrì per tutta la vita un senso di chiusura, di segregazione vergognosa e necessaria. Potenze oscure e indefinibili lo hanno murato "inavvertitamente" in una stanza buia, insieme figura della passione e della paradossale ascesi interiore e artistica cui essa lo spingerà, dove il poeta sa di non poter trovare una finestra aperta sul reale e sulla libertà, ed è al tempo stesso lambito dal pensiero angoscioso che l'impossibile finestra gli recherebbe la luce troppo cruda di scoperte ancora peggiori della presente oscurità. Nella solitaria penombra del suo appartamento di Alessandria, con le finestre sempre serrate e il lucore spettrale della lampada a petrolio e delle candele, Kavafis chiedeva alla memoria di ricondurgli i fantasmi della sua giovinezza, di un corpo, di un incontro, fissandoli in una preziosa e sottilmente malinconica rarefazione (talora in alagiche epigrafi funebri, secondo l'immagine di Brame), oppure in una condensazione di passione rinnovata e vittoriosa sull'oblio, specialmente quando è una nuova occasione per resuscitarne una passata, cosicché la ripetizione sospende, per un attimo, il tempo (La tavola accanto).
Già durante l'adolescenza Kavafis scoprì la sua omosessualità; nel lavoro introspettivo e nel fare poetico della maturità avrebbe letto e ascoltato i segni mitici delle proprie radici pagane, della libera, autosufficiente e luminosa sensualità precristiana (ellinikì idonì, «piacere greco»).
Ma nel poeta opera con altrettanto diritto una coscienza cristiana «infelice», nelle oscure vesti della censura interiore: l'omoerotismo è «amore infecondo», è «lussuria» che ha bisogno di luoghi e contesti infami per accendersi e trovare compimento.
Kavafis ha una percezione inconfondibilmente tragica e classica del destino umano, sebbene si realizzi poeticamente con un'asciuttezza e un orrore spiccatamente moderni: la nostra inquietudine guasta l'opera sublime e incomprensibile degli dèi (Interruzione); ci sforziamo di schivare una sorte che immaginiamo ineluttabile, ma il vero ineluttabile ci coglie di sorpresa, quando siamo ormai sfiniti nella nostra lotta di segno.
La risposta all'ambiguità disperante di questa condanna universale si articola in possibilità diverse o piuttosto in modulazioni di una fondamentale rassegnata lucidità.
La gnome kavafiana recupera movenze antiche in desolate e quasi prosastiche cadenze di contemporanea amarezza, e sente classicamente la grandezza e la potenza come il massimo pericolo, l'eroismo prediletto da Kavafis è la stoica benedizione di Antonio che saluta, sulla soglia della disfatta, l'Alessandria orgiastica e meravigliosa cui aveva avuto il privilegio di partecipare, vivere e godere.
Splende nelle sue opere, con fiera e abbandonata vividezza, l'eroismo di un poeta che vince, nell'avventura di un eros difficile e segreto, i demoni del veto interno e esterno e sa estrarre dal fango dell'abiezione la perla minacciata della bellezza.

## Opere

### Comprensione
Poesia degli anni maturi dell'autore greco, in cui si riversa tutta la trascorsa esperienza privata del poeta, con i suoi rimorsi e le sue esitazioni, come unico e fragile esorcismo del declino.
In questa poesia è filtrata la molteplice vita di Alessandria, città sensibile, dissoluta e cosmopolita, che vi assurge a grande mito ellenico, e della vita atemporale del mito partecipa il recupero del passato attraverso le letture erudite guidate dalla fantasia.
Nel periodo della decadenza greca (l'Ellenismo soprattutto tardo) e poi dell'Impero Romano d'Oriente e di Bisanzio Kavafis proietta le proprie vicende biografiche e talora quelle dell'attività storica e culturale, traendone, in epigrammi squisitamente alessandrini e poemetti dalla sapiente costruzione narrativa, personaggi e quadri preziosi e perfetti, incarnazioni orgogliose e tristi di un'Alessandria eterna.
Prime strofe:
(trad. F. M. Pontani [1961])

### Cesarione
È un poema scritto nel 1918 nel quale Konstantion Kavafis richiama in vita il fantasma dell'oscuro monarca tardo-alessandrino Cesarione, figlio di Cleopatra e Giulio Cesare, e lo arricchisce di un'esemplarità straziante.
Prima strofa:
(trad. F. M. Pontani [1961])

### Miris
Meraviglioso poema nel quale il protagonista, un giovinetto cristiano alessandrino nel crepuscolo del Gentilesimo (IV secolo), compagno dei pagani nella brillante e spregiudicata vita della grande metropoli cosmopolita, è una strana e affascinante maschera di Kavafis che nella cristiana Bisanzio scorgeva la continuità con la Grecia ellenistica e ritrovava, immutabile, in se stesso quella polarità, tragicamente iscritta in tutta l'esperienza moderna.
Prime strofe:
(trad. F. M. Pontani [1961])

### Itaca
Struggente poesia sul senso della vita, concepita come viaggio verso una meta che si raggiungerà dopo lunghe peregrinazioni. Il riferimento mitologico è al celeberrimo viaggio di Ulisse nell'Odissea. Il poeta afferma in questa lirica che non bisogna avere fretta di giungere a destinazione, alla propria "Itaca", ma bisogna approfittare del viaggio (e quindi della vita) per esplorare il mondo, crescere intellettualmente e ampliare il proprio patrimonio di conoscenze. In ultima analisi, il senso di Itaca è proprio quello di fungere da stimolo per il viaggio, più che da meta da raggiungere e fine a sé stessa.
"Itaca" è un viaggio nel quale non è importante se la meta è poi deludente. È giusto apprendere il più possibile durante il viaggio, vivere esperienze, tenendo sempre presente il sentimento forte e deciso che porterà a destinazione. E se poi, giungendo a Itaca, rimarremo delusi poiché non avrà risposto alle nostre aspettative, non saremo tristi. Perché Itaca sarà stata la meta che ci ha fatto intraprendere il viaggio e la causa di tutte quelle belle esperienze. La poesia ottenne grande popolarità nel 1995 quando fu letta al funerale di Jacqueline Kennedy Onassis, nella traduzione di Edmund Keeley.
Prima strofa:
(trad. F. M. Pontani [1961])

### Aspettando i barbari (Le invasioni barbariche)
(trad. Filippo Maria Pontani)
È facile evincere da questi assaggi poetici la continua, disperata ricerca di una bellezza misteriosa e inafferrabile, un'evocazione di attimi nascosti e di amori cantati ora con accenni violentemente sensuali ora accorati e nostalgici, mescolati a una tragica visione della storia intesa come eterno scontro tra gli uomini e il destino.

### Traduzioni italiane
- Poesie scelte, trad. di Filippo Maria Pontani, con un ricordo di Giuseppe Ungaretti, All'insegna del Pesce d'Oro, Milano 1956
- Poesie, trad. di Filippo Maria Pontani, Mondadori, Milano 1961
- Due prose su Shakespeare, trad. di Filippo Maria Pontani, All'insegna del Pesce d'Oro, Milano 1966
- Cinquantacinque poesie, trad. di Nelo Risi e Margherita Dalmati, Einaudi, Torino 1968
- Poesie nascoste, trad. di Filippo Maria Pontani, Mondadori, Milano 1974
- Poesie erotiche, traduzione di Nicola Crocetti, con 15 disegni di Ghiannis Tsaruchis e un'introduzione di Vittorio Sereni, Crocetti, Milano 1983-2011.
- Poesie segrete, traduzione di Nicola Crocetti, con 10 disegni di Alekos Fassianos, introduzione di Ezio Savino, Crocetti, Milano 1985-2011.
- Nel mese di Athir, versione di Guido Ceronetti, testo messo in calligrafia da Mauro Zennaro, Edizioni dell'elefante, Roma 1986
- Tombe, versione di Guido Ceronetti, disegni di Fabrizio Clerici, con un saggio di Giorgio Savidis, Edizioni dell'Elefante, Roma 1986
- Alla luce del giorno. Note di poetica, a cura di Renata Lavagnini, Novecento, Palermo 1987
- Settantacinque poesie, a cura di Nelo Risi e Margherita Dalmati, Einaudi, Torino 1992
- 44 poesie,  a cura di Tino Sangiglio, Edizioni del Leone, Spinea 1993
- Le più belle poesie, traduzione di Nicola Crocetti, introduzione di Vittorio Sereni, Crocetti, Milano 1993
- Poesie rifiutate e inedite, a cura di Massimo Peri, Imprimitur, Padova 1993
- Giorni di Kavafis. 1899-1928,  versioni e due ricordi di Guido Ceronetti, litografie di Sandro Chia, S.I., Officina Chimerea 1995
- Poesie, versione di Bruno Lavagnini, Novecento, Palermo 1996
- Poesie,  a cura di Tino Sangiglio, Fabbri, Milano 1997
- Le mura intorno. 80 poesie, trad. di Lorenza Franco, prefazione di Giulio Guidorizzi, La Vita Felice, Milano 1998
- Un'ombra fuggitiva di piacere, a cura di Guido Ceronetti, Adelphi, Milano 2004
- Poesie d'amore, a cura di Tino Sangiglio, Passigli, Bagno a Ripoli 2004
- Poesie, a cura di Giuseppe D'Ambrosio Angelillo, Acquaviva, Milano, 2005, ISBN 978-88-787-7003-4.
- Aspettando i barbari. Poesie civili, a cura di Tino Sangiglio, Passigli, Bagno a Ripoli, 2005, ISBN 978-88-368-0955-4.
- Eroi, amici e amanti, traduzione di Tiziana Cavasino, Collana I classici, Baldini Castoldi Dalai, Milano, 2006, ISBN 978-88-849-0938-1.
- Poesie d'amore e della memoria,  a cura di Paola Maria Minucci, Collana Grandi Tascabili Economici, Newton, Roma, 2006, ISBN 978-88-541-0637-6.
- Tra queste stanze buie. Poesie morali, a cura di Tino Sangiglio, Passigli, Bagno a Ripoli, 2007, ISBN 978-88-368-1078-9.
- Il mio primo viaggio in Grecia, a cura di Gianni Schilardi, Argo, Lecce, 2012, ISBN 978-88-823-4152-7.
- Note di poetica e di morale e altre prose, cura e traduzione di Maurizio De Rosa, EmmeTi, Milano 2013, ISBN 978-88-975-8807-8.
- Che siano tanti i mattini d'estate. Il Canone: poesie 1897-1933, a cura di Massimo Scorsone, Collana Classici moderni BUR, Rizzoli, Milano, 2013, ISBN 978-88-170-6814-7.
- La poesia e la morale. Appunti inediti (1902-1911), a cura di Crescenzo Sangiglio, prefazione di Gianni Schilardi, Collana Il pianeta scritto, Argo, Lecce, 2013, ISBN 978-88-823-4181-7.
- Conservale tu memoria mia..., quaranta poesie tradotte e commentate da Giulio Cesare Maggi, presentazione di Paolo Brera, La Vita Felice, Milano 2013
- Il quaderno Sengopoulos. Alessandria 1896-1910, a cura di Giulio Cesare Maggi, Collana Contemporanea, La Vita Felice, Milano, 2014, ISBN 978-88-779-9578-0.
- Il sole del pomeriggio, traduzione di Tino Sangiglio e Paolo Ruffilli, introduzione di Paolo Ruffilli, Biblioteca dei Leoni, LCE, Villorba, 2014, ISBN 978-88-986-1319-9.
- Le poesie (1897-1933), traduzione e cura di Nicola Crocetti, Collana ET Poesia, Einaudi, Torino, 2015, ISBN 978-88-062-1412-8.
- Poesie, traduzione, introduzione e note di Andrea Di Gregorio, Collana i grandi libri, Garzanti, Milano, 2017, ISBN 978-88-118-1124-4.
- Le poesie incompiute, traduzione italiana, introduzione e commento di Renata Lavagnini, Collana Quaderni di poesia neogreca 11, ISSBI, Palermo, 2015, ISBN 978-88-904623-4-4.
- Tutte le poesie, A cura di Paola Maria Minucci, Collezione Poesia, Roma, Donzelli, 2019, ISBN 978-88-684-3996-5.
- Poesie e Prose, a cura di Renata Lavagnini e Cristiano Luciani, Firenze-Milano, Giunti-Bompiani, 2021, ISBN 9788830101890, Poesie e prose - Bompiani

### Letteratura critica
- Mario Vitti, La deroga di Kavafis, in Storia della letteratura neogreca, Venezia, Cafoscariana, 2016  [1971],  pp. 239-244, ISBN 978-88-7543-400-7.
- Notizie biografiche, bibliografie e note ai testi sono riportate in  Nicola Crocetti e Filippomaria Pontani (a cura di), Konstandions P. Kavafis, in Poeti greci del Novecento, traduzioni di Filippo Maria Pontani, Nicola Crocetti e Filippomaria Pontani, Milano, Mondadori, 2010,  pp. 1680-1693, ISBN 978-88-04-48935-1.
- Giorgos Seferis, Kavafis e Eliot: paralleli, in Vittorio Sereni (a cura di), Poesia, prosa, traduzioni, note e bio-bibliografia di Filippo Maria Pontani, Torino, Utet, 1971,  pp. 547-584, ISBN non esistente.
- Giorgos Seferis, Io e Kavafis, in Vittorio Sereni (a cura di), Poesia, prosa, traduzioni, note e bio-bibliografia di Filippo Maria Pontani, Torino, Utet, 1971,  pp. 585-591, ISBN non esistente.
- Marguerite Yourcenar, Presentazione critica di Costantino Kavafis, in Con beneficio d'inventario, traduzione di Fabrizio Ascari, Milano, Bompiani, 1985, SBN CFI0099492.
- Robert Liddell, Kavafis. Una biografia critica, traduzione di Marina Lavagnini, Milano, Crocetti Editore, 1998, ISBN 88-8306-004-0.
- Gina Lorando, Lucia Marcheselli e Anna Gentilini (a cura di), Lessico di Kavafis, Padova, Liviana, 1970, SBN SBL0359467.
- Giovanni Casoli, Novecento letterario italiano ed europeo (Dalla fine dell'Ottocento alla seconda guerra mondiale), vol. 1, Roma, Città Nuova Editrice, 2002, ISBN 88-311-9263-9.
- Gianfranco Longo, Vita a debito: l’Itaca di Kostantinos Kavafis (PDF), in Franco Cardini (a cura di), La Porta d’Oriente, anno I, n. 3, Bari, Laterza Editore, 2000. URL consultato il 28 luglio 2016 (archiviato dall'url originale il 16 agosto 2016).